# 暗褐竹鼠
暗褐竹鼠（学名：Rhizomys vestitus）鼹形鼠科竹鼠亚科竹鼠属的一种，分布于中国云南西北部、四川、甘肃南部、陕西南部、湖北、湖南、安徽等地，是中国特有种。本种之前被视为中华竹鼠云南亚种，在2023年被收录入《有重要生态、科学、社会价值的陆生野生动物名录》。

## 保护
本种于2023年被收录入《有重要生态、科学、社会价值的陆生野生动物名录》。